# Damián Cáceres
Damián Cáceres Rodríguez (Moraleja de Enmedio, Madrid, España, 31 de mayo de 2003) es un futbolista español. Actualmente juega en el Getafe Club de Fútbol "B" de la Segunda Federación como mediocentro.

## Trayectoria
Nacido en Moraleja de Enmedio, Comunidad de Madrid, Damián se formó en las categorías inferiores del Club de Fútbol Trival Valderas Alcorcón y del Club Deportivo Móstoles U.R.J.C.. En 2018, con apenas 15 años se incorporó a la cantera del C. F. Fuenlabrada.
El 16 de diciembre de 2020, debutó con el primer equipo del Club de Fútbol Fuenlabrada a los 17 años al entrar como suplente de Tahiru Awudu, en la victoria a domicilio por 1-0 sobre el Club Deportivo Atlético Baleares en la Copa del Rey.
El 19 de diciembre de 2020, hizo su debut con el Club de Fútbol Fuenlabrada en la Segunda División de España, en un encuentro que acabaría por victoria por tres goles a dos frente al Real Club Deportivo Mallorca. Damián entró al campo en el minuto 57 de encuentro y seis minutos después anotó el tercer gol de su equipo, convirtiéndose en el jugador más joven del Club de Fútbol Fuenlabrada en debutar y también en marcar en el fútbol profesional.
Durante la temporada 2020-21, disputaría un total de 5 encuentros en la Segunda División de España.
En la temporada 2021-22, es asignado al Club de Fútbol Fuenlabrada Promesas Madrid 2021 de la Tercera División RFEF y tendría participaciones con el primer equipo.
El 27 de noviembre de 2021, vuelve a jugar con el primer equipo del Club de Fútbol Fuenlabrada y vuelve a anotar un gol en el encuentro que acabaría con empate a uno frente al Sporting de Gijón. Durante el resto de la temporada, volvería a ser un asiduo del primer equipo.

El 31 de agosto de 2022, firma por el Real Sporting de Gijón "B" de la Tercera División RFEF.

## Clubes
| Club                       | País   | Año     |
| -------------------------- | ------ | ------- |
| C. F. Fuenlabrada Promesas | España | 2021-22 |
| Sporting Atlético          | España | 2022-24 |
| Getafe Club de Fútbol "B"  | España | 2024-   |